# Greatest Hits (álbum de Waylon Jennings)
Greatest Hits é um álbum de Waylon Jennings, lançado em 1979.